# 何洛會
何洛會（？—1651年），失其氏，满洲镶白旗人，清初滿洲官吏。
父阿吉赖，官牛录额真。何洛會早年追隨肃亲王豪格。豪格與多爾袞有仇隙，多爾袞收買何洛會誣告豪格與大臣扬善、俄莫克图、伊成格等即將謀反。清兵入關時，駐防盛京。順治五年（1648年），隨征南大將軍譚泰攻討金聲桓、王得仁、李成棟等，以功进世职三等精奇尼哈番。多爾袞死後，顺治帝亲政，顺治八年（1651年）二月，何洛會因早年曾誣告豪格，与其兄胡錫一同被凌遲處死。

## 延伸阅读
[在维基数据编辑]
 《清史稿·卷246》，出自趙爾巽《清史稿》